# Ninjago: Sárkányok birodalma
A Ninjago: Sárkányok birodalma (eredeti cím: Ninjago: Dragons Rising) 2023-tól vetített dán-kanadai 3D-s számítógépes animációs kalandsorozat, amely a Lego Ninjago: A Spinjitzu mesterei című sorozat utódja. Kevin Burke és Chris "Doc" Wyatt írta.
Amerikában 2023. június 1-én a Netflix, míg Magyarországon 2023. június 26-án a Cartoon Network mutatták be.

## Cselekmény
Miután több birodalom egyesül egyetlen instabil birodalommá, egy Spinjitzu-mestert bíznak meg az új hősök kiképzésével. Meg kell menteniük a világot a gonosz erőitől az elemi sárkányok felkutatásával.

## Szereplők

### Főszereplők
| Szereplő       | Eredeti hang     | Magyar hang     | Évad |
| -------------- | ---------------- | --------------- | ---- |
| Arin           | Deven Mack       | Baráth István   | 1-   |
| Sora           | Sabrina Pitre    | Staub Viktória  | 1-   |
| Lloyd Garmadon | Sam Vincent      | Baradlay Viktor | 1-   |
| Riyu           | Brian Drummond   | Eredeti hang    | 1-   |
| Kai Smith      | Vincent Tong     | Markovics Tamás | 1-   |
| Nya Smith      | Kelly Metzger    | Molnár Ilona    | 1-   |
| Zane Julian    | Brent Miller     | Széles Tamás    | 1-   |
| Wyldfyre       | Kazumi Evans     | Sági Tímea      | 1-   |
| Cole Bucket    | Andrew Francis   | Czető Roland    | 1-   |
| Frak           | David Kaye       | Penke Bence     | 2-   |
| P.I.X.A.L.     | Jennifer Hayward | Kuna Kata       | 3-   |

### Imperium lakói
| Szereplő                            | Eredeti hang                                                             | Magyar hang              | Évad                     |
| Royal Family of Imperium            | Royal Family of Imperium                                                 | Royal Family of Imperium | Royal Family of Imperium |
| ----------------------------------- | ------------------------------------------------------------------------ | ------------------------ | ------------------------ |
| Beatrix Császárnő                   | Nicole Oliver                                                            | Kovács Olga              | 1.                       |
| Zeatrix                             | Nicole Oliver                                                            |                          | 1-                       |
| Levo császár                        | Ron Halder                                                               |                          | 1.                       |
| Claws of Imperium / Imperium Guards |                                                                          |                          |                          |
| Imperium Claw Hunter                | Deven Mack                                                               | Magyar Bálint            | 1.                       |
| Melvin                              | Vincent Tong                                                             |                          | 1.                       |
| Uneasy Guard                        | Vincent Tong                                                             |                          | 1.                       |
| Imperium Guard 1                    | Ian Hanlin                                                               |                          | 1.                       |
| Imperium Guard 2                    | Alessandro Juliani                                                       |                          | 1.                       |
| Female Imperium Guard               | Ashleigh Ball                                                            |                          | 1.                       |
| Gate Guard 1                        | Paul Dobson                                                              |                          | 1.                       |
| Gate Guard 3                        | Andrew Francis                                                           |                          | 1.                       |
| Szabadorzók                         |                                                                          |                          |                          |
| Rapton                              | Giles Panton                                                             | Renácz Zoltán            | 1-                       |
| Blorko                              | Deven Mack (1. rész) Ian Hanlin (8. rész) Michael Adamthwaite (31. rész) | Magyar Bálint (1. évad)  | 1-                       |
| Imperium Teen Resistance Force      |                                                                          |                          |                          |
| Percival Tartigrade                 | Aidan Drummond                                                           | Czető Ádám               | 1-                       |
| ITPF Teen 1                         | Adrian Petriw                                                            |                          | 1.                       |
| ITPF Teen 2                         | Ashleigh Ball                                                            |                          | 1.                       |
| További lakosok                     |                                                                          |                          |                          |
| Dr. LaRow                           | Ashleigh Ball                                                            | Sipos Eszter Anna        | 1-                       |
| Sora apja                           | Jason Simpson                                                            | Szabó Andor              | 1-                       |
| Sora anyja                          | Kathleen Barr                                                            |                          | 1-                       |
| Mr Koenig                           | Vincent Tong                                                             | Láng Balázs              | 1.                       |
| Dorama                              | Mackenzie Gray                                                           | Láng Balázs              | 1-                       |
| Caregiver Bot                       | Joanne Wilson                                                            |                          | 1.                       |

### Farkas klán
| Szereplő        | Eredeti hang   | Magyar hang     | Évad |
| --------------- | -------------- | --------------- | ---- |
| Lord Ras        | Brian Drummond | Kisfalusi Lehel | 1-   |
| Jordana         | Diana Kaarina  | Rádai Boglárka  | 1-   |
| Cinder (Kámfor) | Ian Hanlin     | Maday Gábor     | 2.   |

### Mellékszereplők
| Szereplő                                               | Eredeti hang                                | Magyar hang                                       | Évad |
| ------------------------------------------------------ | ------------------------------------------- | ------------------------------------------------- | ---- |
| Sensei Wu                                              | Paul Dobson                                 | Pálfai Péter                                      | 1-   |
| Wu's Spirit                                            | Paul Dobson                                 | Pálfai Péter                                      | 1-   |
| Jay Walker                                             | Michael Adamthwaite                         | Moser Károly                                      | 1-   |
| Gandalaria                                             | Tabitha St. Germain                         | Csifó Dorina                                      | 2-   |
| Coconut copy                                           | Tabitha St. Germain                         |                                                   | 3.   |
| Dareth                                                 | Alan Marriott                               |                                                   | 3.   |
| Morro                                                  | Andrew Francis                              | Varga Gábor                                       | 3.   |
| Válaszút lakói                                         |                                             |                                                   |      |
| Gulch                                                  | Andrew McNee                                |                                                   | 1-   |
| Richie                                                 |                                             |                                                   | 1-   |
| Mezmo                                                  |                                             |                                                   | 1.   |
| Hantro                                                 | Sabrina Pitre                               | Nagy Edit                                         | 2.   |
| Fedulian                                               | Brian Drummond                              | Gardi Tamás                                       | 2-   |
| Lobbo                                                  | Brian Drummond                              | Szokol Péter                                      | 1-   |
| Kreel                                                  | Kelly Sheridan                              | Zakariás Éva                                      | 1-   |
| Security Bots                                          | Sam Vincent                                 |                                                   | 1-   |
| Mr. Alfonzo Frohicky                                   | Andrew McNee                                | Papucsek Vilmos                                   | 1-   |
| Boy                                                    | Ben Toth                                    | Peregovits Dániel                                 | 1.   |
| Girl                                                   | Abigail Journey Oliver                      | Hegedűs Johanna                                   | 1.   |
| Grab-Barg                                              | Deven Mack                                  |                                                   | 1.   |
| Gus                                                    | Deven Mack                                  |                                                   | 1-   |
| Emcee                                                  | Sabrina Pitre                               |                                                   | 1.   |
| Zane-Alike 1                                           | Vincent Tong                                |                                                   | 1.   |
| Elemi Mesterek                                         |                                             |                                                   |      |
| Tox                                                    | Tabitha St. Germain                         | Pupos Tímea                                       | 2.   |
| Mr. Pale (Sápadt úr)                                   | Ian Hanlin                                  |                                                   | 2.   |
| Obscuria                                               |                                             |                                                   | 2.   |
| Ninjago City                                           |                                             |                                                   |      |
| Intelligens George                                     | Bill Newton                                 | Orosz Gergely                                     | 2.   |
| NinjaFanInfinity                                       | Diana Kaarina                               | Ince Sára                                         | 2.   |
| SpinjitzuForDays99                                     | Andrew Francis                              | Weigert Viktor                                    | 2.   |
| The Mechanic (A Szerelő)                               | Michael Antonakos                           |                                                   | 2.   |
| Fugi-Dove (Sziki Szárnyas)                             | Adrian Petriw                               |                                                   | 2-   |
| Lények                                                 |                                             |                                                   |      |
| Crag-Nor                                               | Mark Hildreth                               | Papucsek Vilmos                                   | 1.   |
| Spirit of the Temple (Templom Szelleme)                | Richard Newman                              | Törköly Levente                                   | 1.   |
| Arrakore                                               | Mark Hildreth                               | Petridisz Hrisztosz (1. évad)                     | 1-   |
| Howler 1 (Süvöltő 1)                                   | Sabrina Pitre                               | Eredeti hang                                      | 1.   |
| Howler 2 (Süvöltő 2)                                   | Richard Ian Cox                             | Eredeti hang                                      | 1.   |
| Zarkar                                                 | Vincent Tong                                |                                                   | 2.   |
| Monster Skull                                          | Andrew Francis                              |                                                   | 3.   |
| Sárkányok                                              |                                             |                                                   |      |
| Thunderfang (Viharfog)                                 | Deven Mack                                  | Horváth-Töreki Gergely                            | 3.   |
| Arc Dragon of Focus A koncentráció fősárkánya          | N/A                                         | N/A                                               | 3.   |
| Hegyi Sárkányok (Riyu falkája)                         |                                             |                                                   |      |
| Dragon Matriarch                                       | Brenda Crichlow                             | Bertalan Ágnes                                    | 1-2. |
| Leaf Blade (Hasító)                                    | Sam Vincent                                 |                                                   | 3.   |
| Sárkány Mesterek                                       |                                             |                                                   |      |
| Rontu                                                  | Kazumi Evans                                | Bertalan Ágnes                                    | 2-   |
| Egalt                                                  | Andrew Francis                              | Dolmány Attila                                    | 2-3  |
| Eredendő Sárkányok                                     |                                             |                                                   |      |
| Source Dragon of Energy (Az Energia Eredendő Sárkánya) | Paul Dobson                                 | Törköly Levente                                   | 1-   |
| Source Dragon of Motion (A Haladás Eredendő Sárkánya)  | Diana Kaarina                               | Nagy Edit                                         | 2-   |
| Source Dragon of Life (Az Élet Eredendő Sárkánya)      | Niah Davis                                  |                                                   | 2-   |
| Source Dragon of Strength (Az Erő Eredendő Sárkánya)   | Michael Adamthwaite                         |                                                   | 2-   |
| Source Dragon of Flow                                  | Marci T. House                              |                                                   | 2-   |
| Source Dragon of Focus                                 | Kathleen Barr                               |                                                   | 2-   |
| Tiltott Ötök                                           |                                             |                                                   |      |
| Nokt                                                   | Deven Mack                                  | Weigert Viktor                                    | 2-   |
| Rox                                                    | Emily Tennant                               | Fábián Nikolett (2. évad) Szabó Zselyke (3. évad) | 2-   |
| Zarkt                                                  | Michael Adamthwaite                         |                                                   | 2-   |
| Drix                                                   | Lee Tockar                                  |                                                   | 2-   |
| Kur                                                    | Ashleigh Ball                               |                                                   | 2-   |
| Devoniaiak                                             |                                             |                                                   |      |
| Zur                                                    | Paul Dobson                                 | Orosz Gergely                                     | 2.   |
| Láva-Népek                                             |                                             |                                                   |      |
| Lava-Tide 1                                            | Vincent Tong                                |                                                   | 1.   |
| Lava-Tide 2                                            | Brent Miller                                |                                                   | 1.   |
| Lava-Tide Leader                                       | Maryke Hendrikse                            | Réti Adrienn                                      | 1.   |
| Víz-Népek                                              |                                             |                                                   |      |
| Kizzy                                                  |                                             |                                                   | 2.   |
| Villám-Népek                                           |                                             |                                                   |      |
| Lightning-Tide Leader                                  | Adrian Petriw                               |                                                   | 3.   |
| Lightning-Tide Defense                                 | Kelly Sheridan                              |                                                   | 3.   |
| Lightning-Tide Prosecutor                              | Sabrina Pitre                               |                                                   | 3.   |
| Templomok Városa                                       |                                             |                                                   |      |
| Roby                                                   | Ryan Beil                                   | Hamvas Dániel                                     | 2-   |
| Bleckt                                                 | Vincent Tong                                | Csuha Lajos                                       | 2-   |
| Bully                                                  | Brent Miller                                |                                                   | 2.   |
| Security Bots (Temple City)                            | Brian Drummond                              |                                                   | 2-   |
| Medical Bots                                           | Brian Drummond                              |                                                   | 2-   |
| Felhő királyság                                        |                                             |                                                   |      |
| Marcus                                                 | Aidan Drummond                              | Szabó Andor                                       | 1-   |
| Euphrasia                                              | Bethany Brown                               | Kardos Eszter                                     | 1-   |
| Könyvmoly                                              | Ian Hanlin                                  | Kisfalusi Lehel                                   | 1-   |
| Suetonius                                              | Ian Hanlin                                  | Magyar Bálint                                     | 1-   |
| Dragoniaiak                                            |                                             |                                                   |      |
| Tyr                                                    | Adam Trask                                  | Gubányi György István                             | 3.   |
| Old Lady Dragonian 1                                   | Kazumi Evans                                |                                                   | 3.   |
| Old Lady Dragonians 2                                  | Kathleen Barr                               |                                                   | 3.   |
| Dragonian Hunter                                       | Brian Drummond                              |                                                   | 3.   |
| Mucoids                                                |                                             |                                                   |      |
| Tope-Epot                                              | Brian Drummond                              |                                                   | 1.   |
| Zant-Tanz                                              | Garry Chalk                                 | Melis Gábor                                       | 1-   |
| Cyclopes                                               |                                             |                                                   |      |
| Powerlid (Szemfedél)                                   | Adam Nurada                                 |                                                   | 3.   |
| Administration Agents                                  |                                             |                                                   |      |
| Denholt ügynök                                         | Kazumi Evans                                |                                                   |      |
| Agent                                                  | Michael Daingerfield                        |                                                   | 3.   |
| Karit ügynök                                           | Mark Hildreth                               |                                                   |      |
| ügynök 2                                               | Mark Hildreth                               |                                                   |      |
| ügynök 1                                               | Vincent Tong                                | Pál Tamás                                         | 1-   |
| Roderick Allen ügynök                                  | Michael Adamthwaite                         | Pál Tamás                                         | 1-   |
| SsssSsss Underwood ügynök                              | Rhona Rees                                  | Vámos Mónika                                      | 1-   |
| Prentis al-ügynök                                      | Ian Hanlin                                  |                                                   |      |
| Etha                                                   | Kira Tozer                                  |                                                   | 3.   |
| Greenbone Warriors                                     |                                             |                                                   |      |
| Bone King                                              | Richard Ian Cox                             |                                                   | 1.   |
| Bone Guard 1                                           | Kelly Sheridan                              |                                                   | 1.   |
| Bone Guard 2                                           | Kelly Metzger                               |                                                   | 1.   |
| Greenbone Leader                                       | Richard Ian Cox                             |                                                   | 3.   |
| Csontváz hadsereg                                      |                                             |                                                   |      |
| Kruncha                                                | Brian Drummond                              |                                                   | 3.   |
| Nuckal                                                 | Brian Drummond                              |                                                   | 3.   |
| Re-Awakened                                            |                                             |                                                   |      |
| Skulkin trafficker 1                                   | Kelly Metzger                               |                                                   | 3.   |
| Skulkin trafficker 2                                   | David Kaye                                  |                                                   | 3.   |
| Algae farmers' village                                 |                                             |                                                   |      |
| Algae farmer                                           | Niah Davis                                  |                                                   | 1.   |
| Female Villager 1                                      | Nicole Oliver                               |                                                   | 1.   |
| Dale                                                   | Jason Simpson                               | Törköly Levente                                   | 1-   |
| Merlopiánok                                            |                                             |                                                   |      |
| Ocean gang leader                                      | Adam Nurada                                 |                                                   | 1.   |
| Gang Member                                            | Sam Vincent                                 |                                                   | 1.   |
| Kincslelők                                             |                                             |                                                   |      |
| Bonzle                                                 | Michelle Creber                             | Czető-Fritz Éva                                   | 1-   |
| Fritz                                                  | Vincent Tong                                | Geri Tamás                                        | 1-   |
| Geo                                                    | Peter Kelamis                               | Balda Balázs (1. évad) Maday Gábor (2. évadtól)   | 1-   |
| Spitz                                                  | Sabrina Pitre                               | Vámos Mónika                                      | 1-   |
| További szereplők                                      |                                             |                                                   |      |
| Jenny (Arin anyja)                                     | Kelly Sheridan                              | Hám-Kereki Anna                                   | 1-   |
| Barry (Arin apja)                                      | Brian Drummond                              |                                                   | 1-   |
| Applicant                                              | Adrian Petriw                               |                                                   | 1.   |
| Koji (Aru apja)                                        | Paul Dobson                                 |                                                   | 3.   |
| Ume (Aru anyja)                                        |                                             |                                                   | 3.   |
| Aru                                                    | Kathleen Barr                               |                                                   | 3.   |
| Lee                                                    | Sebastian Johansson                         |                                                   | 3.   |
| Partygoer                                              | Andrew McNee                                |                                                   | 3.   |
| Book Club Member                                       | Kazumi Evans                                |                                                   |      |
| Captain                                                | Rebecca Shoichet                            |                                                   | 3.   |
| Lawn Bowler                                            | Rebecca Shoichet                            |                                                   | 3.   |
| Incidentals                                            | Kelly Metzger, Brian Drummond, Kazumi Evans |                                                   | 3.   |
| Incidental Kid                                         | Erin Mathews                                |                                                   | 3.   |

## Magyar változat
A szinkront az Iyuno Hungary készítette.
- Főcímdal: Békefi Viktória
- Magyar szöveg: Lai Gábor
- Szinkronrendező: Császár-Bíró Szabolcs
- Felolvasó: Orosz Gergely (S02E05-08)

## Évados áttekintés

### Évadok
| Évad | Évad | Epizódok | Epizódok            | Eredeti sugárzás    | Eredeti sugárzás  | Eredeti adó        | Magyar sugárzás    | Magyar sugárzás   | Magyar adó       | Magyar sugárzás    | Magyar sugárzás    | Magyar adó        | Magyar sugárzás   | Magyar sugárzás   | Magyar adó | Magyar sugárzás  | Magyar sugárzás  | Magyar adó |
| Évad | Évad | Epizódok | Epizódok            | Évadpremier         | Évadfinálé        | Eredeti adó        | Évadpremier        | Évadfinálé        | Magyar adó       | Évadpremier        | Évadfinálé         | Magyar adó        | Évadpremier       | Évadfinálé        | Magyar adó | Évadpremier      | Évadfinálé       | Magyar adó |
| ---- | ---- | -------- | ------------------- | ------------------- | ----------------- | ------------------ | ------------------ | ----------------- | ---------------- | ------------------ | ------------------ | ----------------- | ----------------- | ----------------- | ---------- | ---------------- | ---------------- | ---------- |
|      | 1    | 20       | 10                  | 2023. június 1.     | 2023. június 1.   |                    | 2023. június 15.   | 2023. július 10.  |                  | 2023. június 26.   | 2023. július 20.   |                   | 2023. december 1. | 2023. december 1. |            | 2024. március 9. | 2024. március 9. |            |
| 10   | 1    | 20       | 2023. október 12.   | 2023. október 12.   | 2023. október 13. | 2023. november 14. | 2023. november 20. | 2023. december 1. | 2024. május 1.   | 2024. május 1.     |                    |                   |                   |                   |            | 2024. március 9. | 2024. március 9. |            |
|      | 2    | 20       | 10                  | 2024. április 4.    | 2024. április 4.  | 2024. április 4.   | 2024. május 5.     | 2024. május 27.   | 2024. június 7.  | 2024. augusztus 4. | 2024. augusztus 4. | 2024. október 21. | 2024. október 21. |                   |            |                  |                  |            |
| 10   | 2    | 20       | 2024. október 3.    | 2024. október 3.    | 2024. október 8.  | 2024. november 7.  | 2025. május 12.    | 2025. május 21.   | 2024. október 3. | 2024. október 3.   | 2025. március 17.  | 2025. március 24. |                   |                   |            |                  |                  |            |
|      | 3    | 20       | 10                  | 2025. április 17.   | 2025. április 17. | 2025. április 17.  | 2025. május 17.    |                   |                  | 2025. július 1.    | 2025. július 1.    | 2025. május 12.   | 2025. május 19.   |                   |            |                  |                  |            |
| 10   | 3    | 20       | 2025. szeptember 4. | 2025. szeptember 4. |                   |                    |                    |                   |                  |                    |                    |                   |                   |                   |            |                  |                  |            |

### Mini epizódok
| Évad | Évad                                | Epizódok           | Eredeti sugárzás | Eredeti sugárzás    | Eredeti adó | Magyar sugárzás              | Magyar sugárzás                 | Magyar adó  |
| Évad | Évad                                | Epizódok           | Évadpremier      | Évadfinálé          | Eredeti adó | Évadpremier                  | Évadfinálé                      | Magyar adó  |
| ---- | ----------------------------------- | ------------------ | ---------------- | ------------------- | ----------- | ---------------------------- | ------------------------------- | ----------- |
|      | The Elemental Mechs                 | 3                  | 2024. január 6.  | 2024. január 12.    |             | 2024. április 10.            | 2024. április 24.               |             |
|      | Social Media Ninja                  | Social Media Ninja | 2024. január 17. | 2024. január 17.    | TBA         | TBA                          |                                 |             |
|      | Visszatérés a Wyldnessbe            | 4                  | 2024. július 8.  | 2024. július 8.     | Lego Honlap | 2024. július 8. (feliratos)  | 2024. július 8. (feliratos)     | Lego Honlap |
|      | Wyldfyre történetei                 | 8                  | 2024. július 8.  | 2024. július 8.     | Lego Honlap | 2024. július 8. (feliratos)  | 2024. július 8. (feliratos)     | Lego Honlap |
|      | Wyldfyre's Voice Notes              | 8                  | 2024. július 8.  | 2024. július 8.     | Lego Honlap | 2024. július 8. (feliratos)  | 2024. július 8. (feliratos)     | Lego Honlap |
|      | Ninjago Legends: A szörnyek földjén | 3                  | 2025. június 15. | 2025. június 15.    |             | 2025. június 15.             | 2025. június 15.                |             |
|      | Kai óriási utazása                  | 3                  | 2025. július 31. | 2025. augusztus 14. | Lego Honlap | 2025. július 31. (feliratos) | 2025. augusztus 14. (feliratos) | Lego Honlap |

## Epizódok

### 1. évad (2023)
| #   | #   | Eredeti cím                        | Magyar cím              | Rendezte        | Írta                            | Eredeti premier   | Magyar premier     | Magyar premier     | Magyar premier    | Magyar premier   |
| #   | #   | Eredeti cím                        | Magyar cím              | Rendezte        | Írta                            | Eredeti premier   | YouTube            | Cartoon Network    | Netflix           | HBO Max          |
| --- | --- | ---------------------------------- | ----------------------- | --------------- | ------------------------------- | ----------------- | ------------------ | ------------------ | ----------------- | ---------------- |
| 1.  | 1.  | The Merge, Part 1                  | Egyesülés, első rész    | Daniel Ife      | Kevin Burke, Chris "Doc" Wyatt  | 2023. június 1.   | 2023. június 15.   | 2023. június 26.   | 2023. december 1. | 2024. március 9. |
| 2.  | 2.  | The Merge, Part 2                  | Egyesülés, második rész | Shane Poettcker | Kevin Burke, Chris "Doc" Wyatt  | 2023. június 1.   | 2023. június 16.   | 2023. június 27.   | 2023. december 1. | 2024. március 9. |
| 3.  | 3.  | Crossroads Carnival                | Kacifántos karnevál     | Daniel Ife      | Hanah Cook                      | 2023. június 1.   | 2023. június 17.   | 2023. június 28.   | 2023. december 1. | 2024. március 9. |
| 4.  | 4.  | Beyond Madness                     | A téboly határán        | Shane Poettcker | Kevin Burke, Chris "Doc" Wyatt  | 2023. június 1.   | 2023. június 18.   | 2023. június 29.   | 2023. december 1. | 2024. március 9. |
| 5.  | 5.  | The Writers of Destiny             | A sors íródeákjai       | Daniel Ife      | Kevin Burke, Chris "Doc" Wyatt  | 2023. június 1.   | 2023. június 19.   | 2023. június 30.   | 2023. december 1. | 2024. március 9. |
| 6.  | 6.  | Return to Imperium                 | A birodalom visszavár   | Shane Poettcker | Liz Hara                        | 2023. június 1.   | 2023. július 6.    | 2023. július 3.    | 2023. december 1. | 2024. március 9. |
| 7.  | 7.  | Mindless Beasts                    | Oktalan jószágok        | Daniel Ife      | Eugene Son                      | 2023. június 1.   | 2023. július 7.    | 2023. július 17.   | 2023. december 1. | 2024. március 9. |
| 8.  | 8.  | I Will Be the Danger               | Számolj a veszéllyel    | Shane Poettcker | Kevin Burke, Chris "Doc" Wyatt  | 2023. június 1.   | 2023. július 8.    | 2023. július 18.   | 2023. december 1. | 2024. március 9. |
| 9.  | 9.  | The Calm Inside                    | Belsőbéke               | Daniel Ife      | Kevin Burke, Chris "Doc" Wyatt  | 2023. június 1.   | 2023. július 9.    | 2023. július 19.   | 2023. december 1. | 2024. március 9. |
| 10. | 10. | The Battle of the Second Monastery | Sárkány-mentőakció      | Shane Poettcker | Kevin Burke, Chris "Doc" Wyatt  | 2023. június 1.   | 2023. július 10.   | 2023. július 20.   | 2023. december 1. | 2024. március 9. |
| 11. | 11. | The Temple of the Dragon Cores     | A sárkányrend temploma  | Daniel Ife      | Kevin Burke & Chris "Doc" Wyatt | 2023. október 12. | 2023. október 13.  | 2023. november 20. | 2024. május 1.    | 2024. március 9. |
| 12. | 12. | Gangs of the Sea                   | A tenger vadjai         | Shane Poettcker | Eugene Son                      | 2023. október 12. | 2023. október 14.  | 2023. november 21. | 2024. május 1.    | 2024. március 9. |
| 13. | 13. | Wyldly Inappropriate               | Csínján a csínyekkel!   | Daniel Ife      | Liz Hara                        | 2023. október 12. | 2023. október 15.  | 2023. november 22. | 2024. május 1.    | 2024. március 9. |
| 14. | 14. | The Last Djinn                     | Az utolsó Dzsinn        | Shane Poettcker | Hanah Lee Cook                  | 2023. október 12. | 2023. október 16.  | 2023. november 23. | 2024. május 1.    | 2024. március 9. |
| 15. | 15. | They Call it Doom                  | Végzetígéret            | Daniel Ife      | Kevin Burke, Chris "Doc" Wyatt  | 2023. október 12. | 2023. október 17.  | 2023. november 24. | 2024. május 1.    | 2024. március 9. |
| 16. | 16. | Land of Lost Things                | Az elveszettek          | Shane Poettcker | Glen Lakin                      | 2023. október 12. | 2023. november 10. | 2023. november 27. | 2024. május 1.    | 2024. március 9. |
| 17. | 17. | The Administration                 | Gügye-osztály           | Daniel Ife      | Eugene Son                      | 2023. október 12. | 2023. november 11. | 2023. november 28. | 2024. május 1.    | 2024. március 9. |
| 18. | 18. | Absolute Power                     | Teljhatalom             | Shane Poettcker | Hanah Lee Cook                  | 2023. október 12. | 2023. november 12. | 2023. november 29. | 2024. május 1.    | 2024. március 9. |
| 19. | 19. | We Are All Dragons                 | Sárkány sárkány hátán   | Daniel Ife      | Liz Hara                        | 2023. október 12. | 2023. november 13. | 2023. november 30. | 2024. május 1.    | 2024. március 9. |
| 20. | 20. | The Power Within                   | Belső erők              | Shane Poettcker | Kevin Burke & Chris "Doc" Wyatt | 2023. október 12. | 2023. november 14. | 2023. december 1.  | 2024. május 1.    | 2024. március 9. |

### The Elemental Mechs (2024)
| #  | Eredeti cím        | Magyar cím       | Rendezte     | Írta                            | Eredeti premier  | Magyar premier    |
| -- | ------------------ | ---------------- | ------------ | ------------------------------- | ---------------- | ----------------- |
| 1. | What the Mech?     | Mech-csoda❓     | Shawn Gulley | Kevin Burke & Chris "Doc" Wyatt | 2024. január 6.  | 2024. április 10. |
| 2. | The Mech Master    | A Mecha-mérkőzés | Shawn Gulley | Kevin Burke & Chris "Doc" Wyatt | 2024. január 9.  | 2024. április 17. |
| 3. | A Pain in the Mech | Kínos kajacsata  | Shawn Gulley | Kevin Burke & Chris "Doc" Wyatt | 2024. január 12. | 2024. április 24. |

### Social Media Ninja (2024)
| #  | Eredeti cím        | Magyar cím | Rendezte | Írta | Eredeti premier  | Magyar premier |
| -- | ------------------ | ---------- | -------- | ---- | ---------------- | -------------- |
| 1. | Social Media Ninja | '          |          |      | 2024. január 17. |                |

### 2. évad (2024)
| #   | #   | Eredeti cím                | Magyar cím                | Rendezte                     | Írta                            | Eredeti premier                                     | Eredeti premier   | Magyar premier    | Magyar premier  | Magyar premier     | Magyar premier    |
| #   | #   | Eredeti cím                | Magyar cím                | Rendezte                     | Írta                            | Netflix                                             | YouTube           | YouTube           | Cartoon Network | Netflix            | Max               |
| --- | --- | -------------------------- | ------------------------- | ---------------------------- | ------------------------------- | --------------------------------------------------- | ----------------- | ----------------- | --------------- | ------------------ | ----------------- |
| 21. | 1.  | The Blood Moon             | Vérhold előtt             | Daniel Ife                   | Kevin Burke & Chris "Doc" Wyatt | 2024. április 4.                                    | 2024. április 4.  | 2024. április 4.  | 2024. május 27. | 2024. augusztus 4. | 2024. október 21. |
| 22. | 2.  | Shattered Dreams           | Összetört vágyálmok       | Shane Poettcker & Allan Phan | Liz Hara                        | 2024. április 4.                                    | 2024. április 4.  | 2024. április 7.  | 2024. május 28. | 2024. augusztus 4. | 2024. október 21. |
| 23. | 3.  | Beyond the Phantasm Cave   | A képzelet barlangján túl | Daniel Ife                   | Tanya Yuson                     | 2024. április 4.                                    | 2024. április 11. | 2024. április 12. | 2024. május 29. | 2024. augusztus 4. | 2024. október 21. |
| 24. | 4.  | Force From the East        | A keleti erő              | Shane Poettcker & Allan Phan | Hanah Lee Cook                  | 2024. április 4.                                    | 2024. április 11. | 2024. április 14. | 2024. május 30. | 2024. augusztus 4. | 2024. október 21. |
| 25. | 5.  | The Spell at the Waterfall | Váratlan varázslat        | Daniel Ife                   | Kevin Burke & Chris "Doc" Wyatt | 2024. április 4.                                    | 2024. április 18. | 2024. április 19. | 2024. május 31. | 2024. augusztus 4. | 2024. október 21. |
| 26. | 6.  | To Mysterium               | Misztérium felé           | Shane Poettcker              | Eugene Son                      | 2024. április 4.                                    | 2024. április 18. | 2024. április 21. | 2024. június 3. | 2024. augusztus 4. | 2024. október 21. |
| 27. | 7.  | Fugitives From Madness     | Tébolyító találkozás      | Daniel Ife                   | Chris "Doc" Wyatt               | 2024. április 4.                                    | 2024. április 25. | 2024. április 26. | 2024. június 4. | 2024. augusztus 4. | 2024. október 21. |
| 28. | 8.  | Secrets of the Wyldness    | A Vadrengeteg mélyén      | Shane Poettcker              | Liz Hara                        | 2024. április 4.                                    | 2024. április 25. | 2024. április 28. | 2024. június 5. | 2024. augusztus 4. | 2024. október 21. |
| 29. | 9.  | The Forest of the Spirits  | Szellemek erdeje          | Daniel Ife                   | Kevin Burke & Chris "Doc" Wyatt | 2024. április 4.                                    | 2024. május 2.    | 2024. május 3.    | 2024. június 6. | 2024. augusztus 4. | 2024. október 21. |
| 30. | 10. | Rising Ninja               | Ébredő nindzsák           | Shane Poettcker              | Kevin Burke & Chris "Doc" Wyatt | 2024. április 4.                                    | 2024. május 2.    | 2024. május 5.    | 2024. június 7. | 2024. augusztus 4. | 2024. október 21. |
| 31. | 11. | The Shape of Motion        | A mozgás törvénye         | Daniel Ife                   | Kevin Burke & Chris "Doc" Wyatt | 2024. július 26.(Peacock) 2024. október 3.(Netflix) | 2024. október 3.  | 2024. október 8.  | 2025. május 12. | 2024. október 3.   | 2025. március 17. |
| 32. | 12. | Enter the City of Temples  | A templomok városa vár    | Shane Poettcker              | Liz Hara                        | 2024. július 26.(Peacock) 2024. október 3.(Netflix) | 2024. október 3.  | 2024. október 10. | 2025. május 13. | 2024. október 3.   | 2025. március 17. |
| 33. | 13. | They Gather for the Feast  | Gyűlnek a keselyűk        | Daniel Ife                   | Kevin Burke & Chris "Doc" Wyatt | 2024. július 26.(Peacock) 2024. október 3.(Netflix) | 2024. október 10. | 2024. október 12. | 2025. május 14. | 2024. október 3.   | 2025. március 17. |
| 34. | 14. | Inside the Maze            | Örvény mélyén             | Shane Poettcker              | Eugene Son                      | 2024. július 26.(Peacock) 2024. október 3.(Netflix) | 2024. október 10. | 2024. október 15. | 2025. május 15. | 2024. október 3.   | 2025. március 17. |
| 35. | 15. | United We Fall             | Együtt a lejtőn           | Daniel Ife                   | Tanya Yuson                     | 2024. július 26.(Peacock) 2024. október 3.(Netflix) | 2024. október 17. | 2024. október 17. | 2025. május 16. | 2024. október 3.   | 2025. március 17. |
| 36. | 16. | Truth and Lies             | Igazi hamisság            | Shane Poettcker              | Kevin Burke & Chris "Doc" Wyatt | 2024. július 26.(Peacock) 2024. október 3.(Netflix) | 2024. október 17. | 2024. október 29. | 2025. május 17. | 2024. október 3.   | 2025. március 24. |
| 37. | 17. | The Sword Shatters         | A tőrtörő                 | Daniel Ife                   | Glen Lakin                      | 2024. július 26.(Peacock) 2024. október 3.(Netflix) | 2024. október 24. | 2024. október 31. | 2025. május 18. | 2024. október 3.   | 2025. március 24. |
| 38. | 18. | Clues and Suspects         | Forrónyomon               | Shane Poettcker              | Liz Hara                        | 2024. július 26.(Peacock) 2024. október 3.(Netflix) | 2024. október 24. | 2024. november 2. | 2025. május 19. | 2024. október 3.   | 2025. március 24. |
| 39. | 19. | The Final Game             | A döntő csata             | Daniel Ife                   | Eugene Son                      | 2024. július 26.(Peacock) 2024. október 3.(Netflix) | 2024. október 31. | 2024. november 5. | 2025. május 20. | 2024. október 3.   | 2025. március 24. |
| 40. | 20. | Elements of Betrayal       | Az árulás eszközei        | Shane Poettcker              | Kevin Burke & Chris "Doc" Wyatt | 2024. július 26.(Peacock) 2024. október 3.(Netflix) | 2024. október 31. | 2024. november 7. | 2025. május 21. | 2024. október 3.   | 2025. március 24. |

### Visszatérés a Wyldnessbe (Return to the Wyldness) (2024)
| #  | Eredeti cím           | Magyar cím               | Rendezte | Írta                            | Eredeti premier | Magyar premier              |
| -- | --------------------- | ------------------------ | -------- | ------------------------------- | --------------- | --------------------------- |
| 1. | Queen of Rage         | A HARAG királynője!      |          | Kevin Burke & Chris "Doc" Wyatt | 2024. július 8. | 2024. július 8. (feliratos) |
| 2. | Into the Lava         | A lávába!                |          | Kevin Burke & Chris "Doc" Wyatt | 2024. július 8. | 2024. július 8. (feliratos) |
| 3. | A Maze of Reflections | A gondolatok labirintusa |          | Kevin Burke & Chris "Doc" Wyatt | 2024. július 8. | 2024. július 8. (feliratos) |
| 4. | Time to Get Red       | Ideje pirosra váltani!   |          | Kevin Burke & Chris "Doc" Wyatt | 2024. július 8. | 2024. július 8. (feliratos) |

### Wyldfyre történetei (Wyldfyre's Stories) (2024)
| #  | Eredeti cím                               | Magyar cím                                              | Rendezte | Írta                            | Eredeti premier | Magyar premier              |
| -- | ----------------------------------------- | ------------------------------------------------------- | -------- | ------------------------------- | --------------- | --------------------------- |
| 1. | My Camera Roll                            | Az én filmtekercsem                                     |          | Kevin Burke & Chris "Doc" Wyatt | 2024. július 8. | 2024. július 8. (feliratos) |
| 2. | Draw With Me                              | Rajzolj velem                                           |          | Kevin Burke & Chris "Doc" Wyatt | 2024. július 8. | 2024. július 8. (feliratos) |
| 3. | 3 Things I Wish I Knew About Dragon Eggs! | 3 dolog, amit bárcsak tudtam volna a sárkánytojásokról! |          | Kevin Burke & Chris "Doc" Wyatt | 2024. július 8. | 2024. július 8. (feliratos) |
| 4. | Dragon Translator                         | Sárkányfordító                                          |          | Kevin Burke & Chris "Doc" Wyatt | 2024. július 8. | 2024. július 8. (feliratos) |
| 5. | An App to Track Feelings                  | Egy alkalmazás az érzések nyomon követésére             |          | Kevin Burke & Chris "Doc" Wyatt | 2024. július 8. | 2024. július 8. (feliratos) |
| 6. | Meditation or Meltdown                    | Meditáció vagy összeomlás                               |          | Kevin Burke & Chris "Doc" Wyatt | 2024. július 8. | 2024. július 8. (feliratos) |
| 7. | Bye-bye Bone                              | Viszlát, hajcsont!                                      |          | Kevin Burke & Chris "Doc" Wyatt | 2024. július 8. | 2024. július 8. (feliratos) |
| 8. | Lessons I Learned in the Wyldness         | Leckék, amelyeket a Wyldnessben tanultam                |          | Kevin Burke & Chris "Doc" Wyatt | 2024. július 8. | 2024. július 8. (feliratos) |

### 3. évad (2025)
| #   | #   | Eredeti cím                          | Magyar cím                   | Rendezte        | Írta                            | Eredeti premier     | Eredeti premier   | Magyar premier    | Magyar premier  | Magyar premier  | Magyar premier  |
| #   | #   | Eredeti cím                          | Magyar cím                   | Rendezte        | Írta                            | Netflix             | YouTube           | YouTube           | Cartoon Network | Netflix         | Max/ HBO Max    |
| --- | --- | ------------------------------------ | ---------------------------- | --------------- | ------------------------------- | ------------------- | ----------------- | ----------------- | --------------- | --------------- | --------------- |
| 41. | 1.  | The Missing                          | Forrónyomon                  | Daniel Ife      | Kevin Burke & Chris "Doc" Wyatt | 2025. április 17.   | 2025. április 17. | 2025. április 17. |                 | 2025. július 1. | 2025. május 12. |
| 42. | 2.  | The Ultimate Object of Admiration    | A messzemenő csodálat tárgya | Shane Poettcker | Liz Hara                        | 2025. április 17.   | 2025. április 19. | 2025. április 19. |                 | 2025. július 1. | 2025. május 12. |
| 43. | 3.  | The Spectral Lands                   | A Spektrálföldön             | Daniel Ife      | Hanah Lee Cook                  | 2025. április 17.   | 2025. április 24. | 2025. április 24. |                 | 2025. július 1. | 2025. május 12. |
| 44. | 4.  | The Great Zane Robbery               | A vonatrablás csúnya szokás  | Shane Poettcker | Eugene Son                      | 2025. április 17.   | 2025. április 26. | 2025. április 26. |                 | 2025. július 1. | 2025. május 12. |
| 45. | 5.  | I Alone Can Save Them                | Csakis én menthetem meg őket | Daniel Ife      | Kevin Burke & Chris "Doc" Wyatt | 2025. április 17.   | 2025. május 1.    | 2025. május 1.    |                 | 2025. július 1. | 2025. május 12. |
| 46. | 6.  | Fallen Wishes                        | Óhajok és sóhajok            | Shane Poettcker | Liz Hara                        | 2025. április 17.   | 2025. május 3.    | 2025. május 3.    |                 | 2025. július 1. | 2025. május 19. |
| 47. | 7.  | Their Draconic Majesty's Request     | Parancsolj, felség!          | Daniel Ife      | Eugene Son                      | 2025. április 17.   | 2025. május 8.    | 2025. május 8.    |                 | 2025. július 1. | 2025. május 19. |
| 48. | 8.  | Crashing Together                    | Zuhanás a barátságba         | Shane Poettcker | Glen Lakin                      | 2025. április 17.   | 2025. május 10.   | 2025. május 10.   |                 | 2025. július 1. | 2025. május 19. |
| 49. | 9.  | Chaos Unchained                      | Elszabadul a káosz           | Daniel Ife      | Kevin Burke & Chris "Doc" Wyatt | 2025. április 17.   | 2025. május 15.   | 2025. május 15.   |                 | 2025. július 1. | 2025. május 19. |
| 50. | 10. | The Shatter Dragon                   | A sötét sárkány              | Shane Poettcker | Kevin Burke & Chris "Doc" Wyatt | 2025. április 17.   | 2025. május 17.   | 2025. május 17.   |                 | 2025. július 1. | 2025. május 19. |
| 51. | 11. | The Hollow Ones                      | ?                            | Daniel Ife      | Kevin Burke & Chris "Doc" Wyatt | 2025. szeptember 4. |                   |                   |                 |                 |                 |
| 52. | 12. | Human Resources                      | ?                            | Shane Poettcker | Liz Hara                        | 2025. szeptember 4. |                   |                   |                 |                 |                 |
| 53. | 13. | Between You and Lee                  | ?                            | Daniel Ife      | Eugene Son                      | 2025. szeptember 4. |                   |                   |                 |                 |                 |
| 54. | 14. | Casket of Bones                      | ?                            | Shane Poettcker | Kevin Burke & Chris "Doc" Wyatt | 2025. szeptember 4. |                   |                   |                 |                 |                 |
| 55. | 15. | The Screaming Earth                  | ?                            | Daniel Ife      | Glen Lakin                      | 2025. szeptember 4. |                   |                   |                 |                 |                 |
| 56. | 16. | Under the Light of a Mechanical Moon | ?                            | Shane Poettcker | Kevin Burke & Chris "Doc" Wyatt | 2025. szeptember 4. |                   |                   |                 |                 |                 |
| 57. | 17. | The Vault of Focus                   | ?                            | Daniel Ife      | Eugene Son                      | 2025. szeptember 4. |                   |                   |                 |                 |                 |
| 58. | 18. | For Whom the Bell Tolls              | ?                            | Shane Poettcker | Liz Hara                        | 2025. szeptember 4. |                   |                   |                 |                 |                 |
| 59. | 19. | When Doves Cry                       | ?                            | Daniel Ife      |                                 | 2025. szeptember 4. |                   |                   |                 |                 |                 |
| 60. | 20. | Chaos Reigns                         | ?                            | Shane Poettcker |                                 | 2025. szeptember 4. |                   |                   |                 |                 |                 |

### Ninjago Legends: A szörnyek földjén (2025)
| #  | Eredeti cím         | Magyar cím             | Rendezte    | Írta                            | Eredeti premier  | Magyar premier   |
| -- | ------------------- | ---------------------- | ----------- | ------------------------------- | ---------------- | ---------------- |
| 1. | To Become a Monster | Így válsz szörnyeteggé | Ben Marsaud | Kevin Burke & Chris "Doc" Wyatt | 2025. június 15. | 2025. június 15. |
| 2. | Fallen Master       | Eltávozott mester      | Ben Marsaud | Kevin Burke & Chris "Doc" Wyatt | 2025. június 15. | 2025. június 15. |
| 3. | False Light         | Talmi fény             | Ben Marsaud | Kevin Burke & Chris "Doc" Wyatt | 2025. június 15. | 2025. június 15. |

### Kai óriási utazása (Kai's Monstrous Journey) (2025)
| #  | Eredeti cím           | Magyar cím           | Rendezte | Írta                                        | Eredeti premier     | Magyar premier                  |
| -- | --------------------- | -------------------- | -------- | ------------------------------------------- | ------------------- | ------------------------------- |
| 1. | Forest of Teeth!      | A fogak erdeje!      |          | Matt Danner, Kevin Burke, Chris "Doc" Wyatt | 2025. július 31.    | 2025. július 31. (feliratos)    |
| 2. | The Ruins             | A romok!             |          | Matt Danner, Kevin Burke, Chris "Doc" Wyatt | 2025. augusztus 7.  | 2025. augusztus 7. (feliratos)  |
| 3. | Queen of the Monsters | Szörnyek királynője! |          | Matt Danner, Kevin Burke, Chris "Doc" Wyatt | 2025. augusztus 15. | 2025. augusztus 15. (feliratos) |

## LEGOLife Magazin Képregények
| #   | Cím                              | Szerző                         | Illusztrátor | Megjelenés       | Kiadó |
| --- | -------------------------------- | ------------------------------ | ------------ | ---------------- | ----- |
| 1.  | The Haunted Temple               | TBA                            | TBA          | 2023. szeptember | LEGO  |
| 2.  | Sora's Powers Awaken             | TBA                            | TBA          | 2024. január     | LEGO  |
| 3.  | Robot Dance-Off                  | TBA                            | TBA          | 2024. március    | LEGO  |
| 4.  | Wyldfyre: Return to the Wyldness | Kevin Burke, Chris "Doc" Wyatt | TBA          | 2024. július     | LEGO  |
| 5.  | Finding Home                     | TBA                            | TBA          | 2024. szeptember | LEGO  |
| 6.  | Hide and sleep                   | TBA                            | TBA          | 2024. november   | LEGO  |
| 7.  | Storm riders                     | TBA                            | TBA          | 2024. december   | LEGO  |
| 8.  | Kai's vision                     | TBA                            | TBA          | 2025. március    | LEGO  |
| 9.  | Kai's monstrous journey          | TBA                            | TBA          | 2025. június     | LEGO  |
| 10. | Lessons from Kai's journey       | TBA                            | TBA          | 2025. június     | LEGO  |